# Cantón de Hendaya
El cantón de Hendaya era una división administrativa francesa, situada en el departamento de los Pirineos Atlánticos y la región Aquitania.

## Composición

Comunas del cantón de Hendaya.

El cantón de Hendaya agrupa 4 comunas:
- Biriatu
- Hendaya
- Urruña

## Consejeros generales
| Fecha de elección                          | Identidad           | Partido | Calidad            |
| ------------------------------------------ | ------------------- | ------- | ------------------ |
| 1976                                       | Jean Poulou         |         |                    |
| 1981                                       | Daniel Poulou       | UDF     |                    |
| 1982                                       | Daniel Poulou       | UDF     |                    |
| 1988                                       | Raphaël Lassallette | PS      | alcalde de Hendaya |
| 1994                                       | Raphaël Lassallette | PS      | alcalde de Hendaya |
| 2001                                       | Daniel Poulou       | UMP     | diputado           |
| No se conocen los datos anteriores a 1976. |                     |         |                    |

## Supresión del cantón de Hendaya
En aplicación del Decreto n.º 2014-248 de 25 de febrero de 2014 el cantón de Hendaya  fue suprimido el 22 de marzo de 2015 y sus cuatro comunas pasaron a formar parte, tres del nuevo cantón de Hendaya-Costa Vasca-sur y una del nuevo cantón de San Juan de Luz.